# Charlotta von Liewen
Charlotta von Liewen född 1683, död 1735, var en svensk grevinna som var politiskt aktiv inom frihetstidens partiväsen genom sin man, rikskanslirådet greve Gustaf Bonde. Hon var en av den franska statens kontaktpersoner inom svensk politik.

## Biografi
Charlotta von Liewen var dotter till Bernhard von Liewen och Sigrid Oxenstierna af Croneborg och gift 1708 med greve Gustaf Bonde. Hon var hovfröken hos Hedvig Sofia av Sverige. Som hovfröken var hon 1708 medagerande i ett misslyckat försök att avsätta Hedvig Sofias favorit Juliana Schierberg.
von Liewen spelade år 1718 en roll i rättegången mot Görtz och hans medanklagade greve Gerhard von Dernath, vilka båda tillhörde det så kallade holsteinska partiet under striden om vem som skulle ärva tronen. Hennes bror var kammarherre hos hertigen av Holstein och hon tillhörde samma parti. Då landshövding Dankwardt fick en utslagsgivande roll i kommissionen, inbjöds han av Charlotta von Liewen, som sammanförde honom med Dernath, vilken då av någon anledning befann sig utanför fängelset, trots att han då var fängslad. Dernath bad Dankwardt om nåd, men denna lovade endast en opartisk bedömning, utan böner och mutor. Kort därpå utverkade Charlotta von Liewen att Dankwardt avskedades av drottning Ulrika Eleonora, och Dernath blev därmed fri. 
Charlotta von Liewen förekommer ofta i den franske ambassadören Charles Louis de Biaudos de Castejas depescher som Frankrikes kontaktperson. Casteja bedömde i korrespondens att hon hade stort inflytande inom svensk politik och att Frankrike kunde använda hennes inflytande över hennes man och hennes ambitioner för honom genom att understödja hennes ambitioner, och it utbyte få henne att använda sitt inflytande för att gynna franska intressen. Efter riksdagen 1731 lyckas von Liewen och Casteja få maken utnämnd till kansliråd och Charlotta von Liewen anlitades därefter för att främja Frankrikes intressen i Sverige genom att påverka maken. Hennes son utnämndes i Paris till kapten för regementet Comte de Saxe medan hon själv på order av Ludvig XV av Frankrike mottog ett par diamantörhängen som ersättning. Hon ansågs hantera sin ekonomi dåligt, vilket fick kritik eftersom det ansågs påverka makens karriär negativt. 
Frankrikes nästa ambassadör, Louis de Cardavac d’Havrincourt, konstaterade efter hennes död att maken hade blivit svår att påverka, och att även om hans nya hustru hade inflytande över honom, hade hon antifranska sympatier.